# Пущино
Пу́щино — город (с 1966 года) в Московской области России. Один из научных центров Российской академии наук. Расположен на правом высоком берегу реки Оки при впадении в неё речки Любожихи, к югу от Москвы в 80 км от МКАД и в 13 км к юго-востоку от Серпухова. Население — 19 342 чел. (2024). Входит в городской округ Серпухов. Напротив Пущина, на левом берегу Оки, расположен Приокско-Террасный биосферный заповедник. Пущино разделено на 5 микрорайонов: АБ, В, Г, Д и ФИАН.
Город создавался как Пущинский биологический научный центр. Был построен для поддержания функционирования 9 (8 по начальному плану) научно-исследовательских институтов и 1 обсерватории РАН. С 1962 года имеет статус «Научный центр биологических исследований», с 2005 года до 2024 года имел статус «Наукоград». 19 июня 2024 года городскому округу Серпухов Московской области присвоен статус «Наукоград», в связи с чем Пущино, который в 2023 году был объединен с Серпуховым, статус утратил.

## История
В 1 км к западу от современного города в XII—XVI веках находилась небольшая древнерусская крепость Тешилов, земляные валы которой можно увидеть и сегодня. Сам современный город получил название от деревни Пущино, которая находится на его северо-западной окраине и впервые упоминается в писцовых книгах времён Ивана Грозного как поместье рода Пущиных. В XVIII—XIX веках на берегу Оки возникла дворянская усадьба Пущино-на-Оке (ныне в бесхозном, аварийном состоянии).
Днём рожденья города является 13 апреля 1956 года - в этот день вышло «Постановление Президиума ЦК КПСС «О строительстве научного городка Академии наук СССР в Серпуховском районе Московской области» номер 135». Для строительства было выбрано место на высоком берегу реки Оки, разработан генеральный план города, однако темпы строительств города были снижены в связи с основанием Новосибирского Академгородка. 
Сначала были построены рабочие бараки в районе деревни Харино и магазин «Спутник», а в 1959 году было начато строительство первого многоподъездного городского дома (исторический центр города - в микрорайоне В (дома из серого кирпича)). В 1961 году был заложен первый камень в фундамент здания Института биофизики Академии наук СССР, из которого с 1962 года рос Пущинский научный центр биологических исследований.
В 1966 году (согласно указу Президиума Верховного Совета РСФСР № 929 от 23 августа «О преобразовании рабочего посёлка Пущино в город районного подчинения») академгородок Пущино был преобразован в город районного подчинения, а в 1975 году Пущино стал городом областного подчинения. В октябре 2005 года город получил статус наукограда России. 27 июня 2017 года Председатель Правительства Российской Федерации Дмитрий Медведев подписал Постановление № 751 «О сохранении статуса наукограда Российской Федерации за г. Пущино (Московская область)» сроком на 15 лет.
21 октября 2019 года Советом депутатов городского округа Пущино был единогласно выбран последним главой города Алексей Сергеевич Воробьёв. В 2024 году город Пущино влился в состав города Серпухов.

## Усадьба Пущино
Усадьба Пущино известна с последней четверти XVI века и принадлежала роду Пущиных до конца XVII века (часть сельца Пущино принадлежала им до середины XIX века). Затем усадьбой владели помещики Арцыбашевы. Заново отстроена в стиле классицизм в конце XVIII века майором Я. И. Арцыбашевым. С начала XIX века принадлежала его двоюродному брату генералу П. А. Офросимову и его наследникам (до 1852 г.). В середине столетия — Е. Е. Рогожину, потом купцу Е. Е. Веберу. 
В 1900-х годах предположительно при чаеторговце Сергее Перлове усадьба реконструирована в стиле неоклассицизм. В 1910—1913 гг. принадлежала Лосевым. 
Последний владелец до 1917 года - фабрикант Н. Т. Каштанов. Сохранились двухэтажный с антресолями главный дом, два флигеля (один руинирован, другой обезличен) и террасный парк с прудами, разрушающимися лестницами, подпорными стенками и гротами на склоне к реке Оке. Служебный комплекс и Успенская церковь 1765 года утрачены в середине XX века. Здесь бывали ученый и просветитель А. Т. Болотов и композитор А. А. Алябьев (его жена урожденная Е. А. Римская-Корсакова, в первом браке Офросимова). В 1918 году художественные ценности из усадьбы вывезены в Музейный фонд.

## Транспорт
Представлен исключительно автобусами: внутренними 13 (круговой) и 64 (до кладбища, расположенного далеко за чертой города); пригородными (следующими до соседних деревень) 36, 37 (до аэродрома «Большое Грызлово»); идущим в Серпухов (до железнодорожного вокзала) 26, также идущим сквозь Серпухов в соседний научный город Протвино 42, и идущим в Москву 359.

## СМИ
В Пущине до конца 2022 г. издавалась еженедельная общественно-политическая газета «Пущинская среда». В городе до конца 2021 г. действовала телепрограмма «ТВС Пущино».

## Население
| 1970    | 1979    | 1989    | 1998    | 2000    | 2001    | 2002    | 2006    | 2007    |
| ------- | ------- | ------- | ------- | ------- | ------- | ------- | ------- | ------- |
| 10 100  | ↗16 545 | ↗19 479 | ↗20 800 | →20 800 | ↘20 600 | ↘19 964 | ↗20 000 | →20 000 |
| 2008    | 2009    | 2010    | 2012    | 2013    | 2014    | 2015    | 2016    | 2017    |
| ↗20 100 | ↗20 197 | ↗20 332 | ↗20 904 | ↗21 112 | ↗21 186 | ↗21 226 | ↗21 281 | ↘21 148 |
| 2018    | 2019    | 2020    | 2021    | 2023    | 2024    |         |         |         |
| ↘20 962 | ↘20 797 | ↘20 696 | ↘19 578 | ↘19 392 | ↘19 342 |         |         |         |

На 1 января 2025 года по численности населения город находился на 677-м месте из 1124 городов Российской Федерации.
Национальный состав
По итогам переписи населения 2020 года проживали следующие национальности (национальности менее 0,1 % и другое, см. в сноске к строке «Другие»):
| Национальность | Численность, чел. | Доля     |
| -------------- | ----------------- | -------- |
| Русские        | 18 558            | 94,79 %  |
| Украинцы       | 139               | 0,71 %   |
| Татары         | 75                | 0,38 %   |
| Армяне         | 51                | 0,26 %   |
| Белорусы       | 36                | 0,18 %   |
| Узбеки         | 33                | 0,17 %   |
| Таджики        | 33                | 0,17 %   |
| Евреи          | 30                | 0,15 %   |
| Грузины        | 23                | 0,12 %   |
| Корейцы        | 21                | 0,11 %   |
| Другие         | 579               | 2,96 %   |
| Итого          | 19 578            | 100,00 % |

## Образование
- 3 муниципальных школы: № 1, № 3 и гимназия «Пущино» (ранее Пущинская экспериментальная средняя школа № 2 Академии педагогических наук СССР). Ранее был муниципальный «Экологический лицей», но в настоящее время он закрыт.
- 9 детских садов (из них 3 закрыты и переоборудованы под другие учреждения).
- Детская художественная школа имени О. Н. Ряшенцева (основана в 1981 году).
- Детская музыкальная школа имени А. А. Алябьева.
- Детско-юношеская спортивная школа.

С 1990 года в проводится регулярное образовательное мероприятие для школьников — Зимняя Пущинская школа.

### Вузы
- Пущинский государственный естественно-научный институт (ПущГЕНИ)
- Пущинский филиал МГУ (закрыт по причине неэффективности) — на его базе создан биотехнологический факультет МГУ в 2013 году.

## Академические институты
В Пущинский научный центр биологических исследований РАН (ФИЦ ПНЦБИ РАН) входят 9 институтов:
- Институт биохимии и физиологии микроорганизмов имени Г.К. Скрябина РАН (ИБФМ РАН)
- Пущинская радиоастрономическая обсерватория Астрокосмического центра Физического института (РАО АКЦ ФИАН)
- Институт белка РАН (ИБ РАН)
- Институт математических проблем биологии (ИМПБ РАН)
- Институт теоретической и экспериментальной биофизики РАН (ИТЭБ РАН)
- Институт биофизики клетки РАН (ИБК РАН)
- Институт фундаментальных проблем биологии РАН (ИФПБ РАН)
- Институт физико-химических и биологических проблем почвоведения РАН (ИФХБПП РАН)[30]
- Филиал Института биоорганической химии имени академиков М. М. Шемякина и Ю. А. Овчинникова (ФИБХ РАН)

## Достопримечательности
- На северо-западной окраине города на берегу Оки сохранились останки дворянской усадьбы Пущино-на-Оке, которой владели дворяне Пущины (1578—1699 гг.), Арцыбашевы (1699—1806 гг.), Офросимовы (1806—1852 гг.). И усадьба, и парк сильно запущены. В 1977 году в усадьбе снимался фильм «Неоконченная пьеса для механического пианино»
- В 4 км к югу от города находится аэродром «Большое Грызлово» («Пущино»), где можно полетать на самолётах, дельтапланах и вертолётах, а также прыгнуть с парашютом.
- В конце апреля — начале мая можно посетить ежегодный Всесоюзный (ныне Всероссийский) фестиваль бардовских песен, который проходит в Доме учёных г. Пущино[31] с 1983 года.
- Михаило-Архангельский храм[32].
- Гигантские антенны радиотелескопа ДКР-1000, представляющий собой крест из двух параболических цилиндров размером 2*1000*40 м.
- С 2011 года проводится самый продолжительный в мире турнир по спортивному «Что? Где? Когда?» — «Окский марафон 36 часов non-stop».
- Одной из достопримечательностей города является его генеральный план, представляющий собой реализацию идеи "линейного города".